# Mine de bauxite de Boddington
La mine de bauxite de Boddington est une mine à ciel ouvert de bauxite située en Australie-Occidentale près de Boddington,. Elle appartient à South32. Elle alimente une raffinerie d'alumine située à Worsley. 